# Francisco Tenório
José Francisco Cerqueira Tenório, ou simplesmente Francisco Tenório (Chã Preta, 17 de fevereiro de 1963) é um delegado de polícia e político brasileiro filiado ao Progressistas (PP).
Foi deputado estadual de Alagoas de 1995 a 2006.
Foi deputado federal pelo estado de Alagoas de 2007 a 2011.
É filiado ao Progressistas (PP), mas já esteve no Partido Socialista Brasileiro (PSB), Partido Democrático Trabalhista (PDT), Partido Popular Socialista (PPS) e Partido da Mobilização Nacional (PMN).